# The Boomtown Rats
The Boomtown Rats – irlandzka formacja rockowa i nowofalowa powstała w 1975 roku Dún Laoghaire w Irlandii, założona przez Boba Geldofa. 
Zespół największe triumfy święcił w okresie od 1977 do 1980, podbijając brytyjskie listy przebojów. Już drugi longplay - "Tonic for the Troops" (1978) przyniósł przebój "Like Clockwork". W 1979 roku grupa wydała singel "I Don't Like Mondays", który stał się wielkim przebojem i znalazł się na pierwszym miejscu zestawienia. Także kolejne albumy zawierały piosenki z czołówek list przebojów, jak choćby "Someone's Looking at You" czy "Banana Republic". Grupa zakończyła działalność w 1986 roku, a Bob Geldof rozpoczął karierę solową. W skład grupy wchodzili, oprócz lidera: pianista i wokalista Johnie Fingers; gitarzysta - Gerry Cott; perkusista i wokalista Simon Crowe; basista i wokalista Pete Briquette, gitarzysta i wokalista Gerry Roberts.

## Muzycy

### Obecny skład zespołu
- Pete Briquette(inne języki) - gitara basowa, keyboard
- Bob Geldof - wokal, gitara
- Garry Roberts(inne języki) - gitara
- Simon Crowe(inne języki) - perkusja

### Byli członkowie zespołu
- Gerry Cott(inne języki) - gitara
- Johnnie Fingers(inne języki) - keyboard, pianino

## Dyskografia
| Rok  | Album                     |
| ---- | ------------------------- |
| 1977 | The Boomtown Rats         |
| 1978 | A Tonic For the Troops    |
| 1979 | The Fine Art of Surfacing |
| 1981 | Mondo Bongo               |
| 1982 | V Deep                    |
| 1984 | In the Long Grass         |
| 2020 | Citizens of Boomtown      |